# Anders Wissler

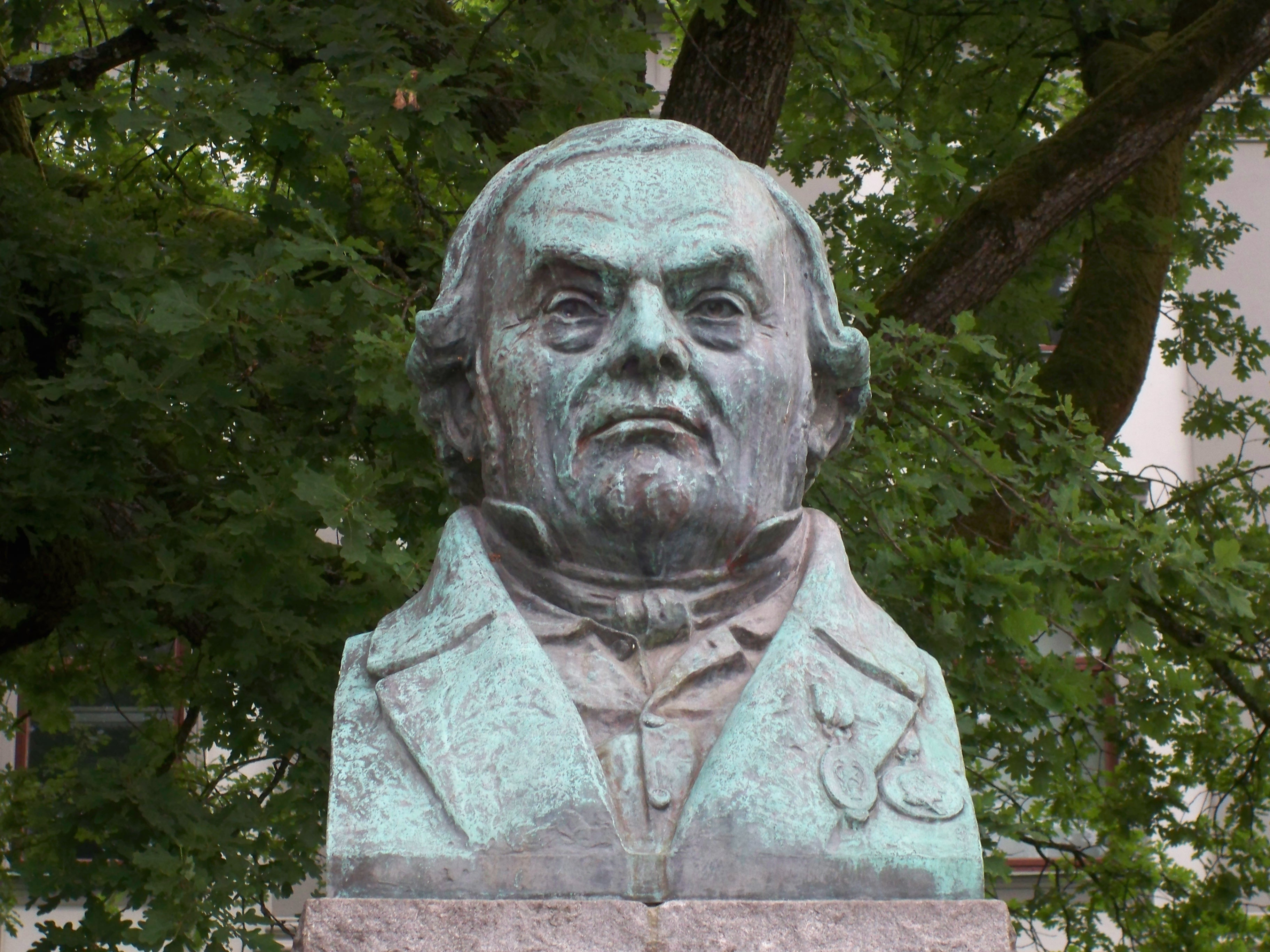
Sven Erikson i Borås (1913).

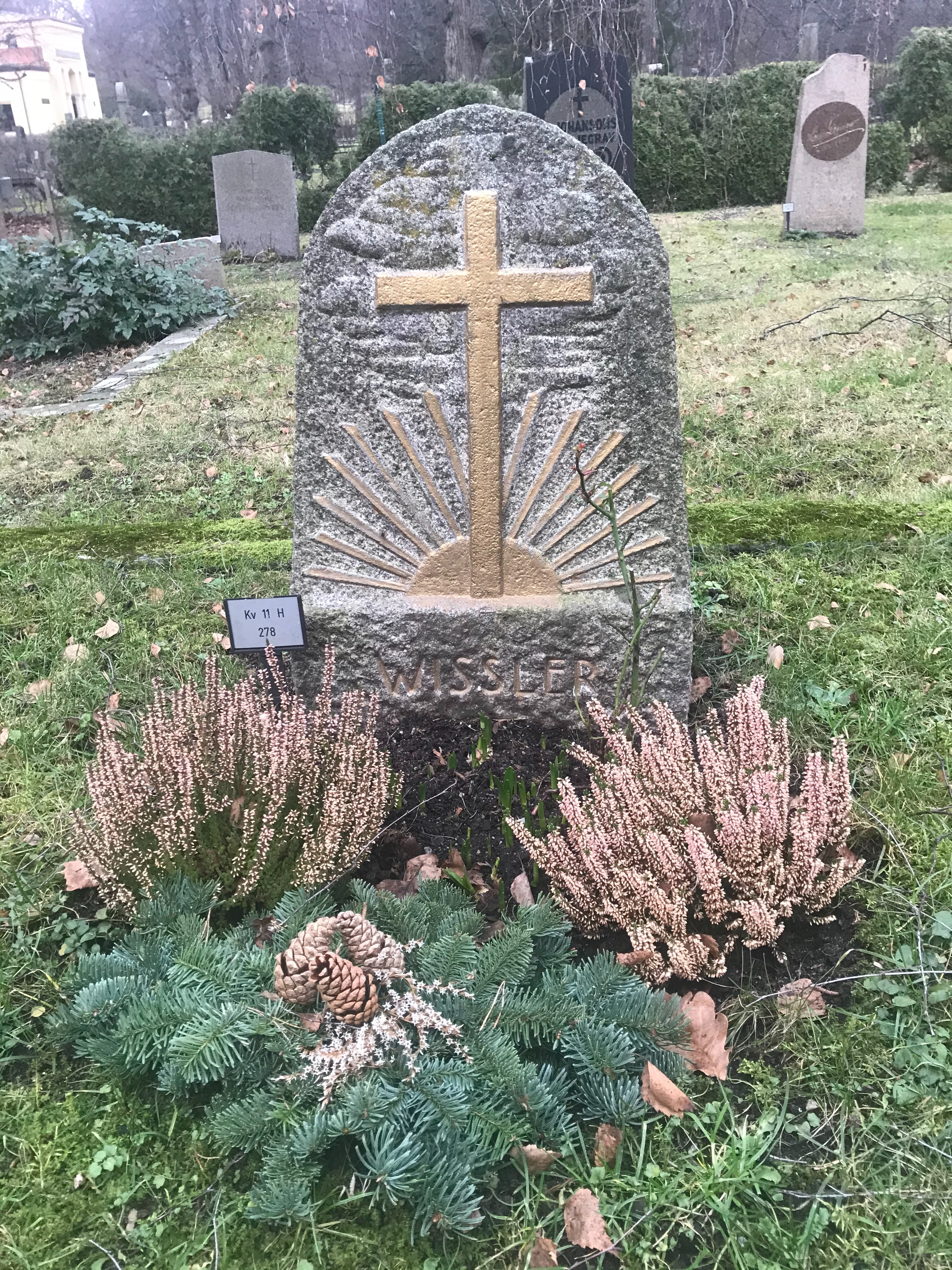
Gravvård på Norra begravningsplatsen

Anders Henrik Wissler, född 3 februari 1869 i Linköping, död 28 februari 1941 i Lidingö-Brevik, var en svensk skulptör, grafiker och keramiker.

## Biografi
Han var son till sekreteraren Adolf Fredrik Wissler och Johanna Charlotta Lindroth och från 1904 gift med Bess Wissler. Efter avslutade studier vid läroverket i Linköping studerade han vid Tekniska skolan i Stockholm han var därefter elev till bildhuggaren Axel Notini innan han etablerade en egen stuckatörsverkstad i Stockholm. Han fortsatte sina studier för John Börjeson och Theodor Lundberg 
vid Kungliga Konstakademiens skulpturavdelning i Stockholm 1894–1901 där han även periodvis studerade vid Axel Tallberg etsningsskola. Under sin elevtid vid akademien väckte han uppmärksamhet med gruppen Adam och Eva vid Abels lik som han färdigställde 1897 samma år tilldelades han den hertliga medaljen för årets prisämne med sin Scen ur syndafloden. Vid tävlan samma år om en fontän för Adolf Fredriks torg (nuvarande Mariatorget) på Södermalm i Stockholm, som en privatperson ville bekosta, vann Wissler första priset för sin skiss Tors fiske som framställer krigsguden i strid med gudarnas fiende Midgårdsormen. Gruppen avtäcktes 1903 och är utförd i monumental storlek i brons. Med flera statliga- och akademistipendium studerade han i utlandet 1904–1908 där han och hans fru huvudsakligen vistades i Frankrike och Italien. Wissler experimenterade under många år med att få fram ett material som inte var så förgängligt som leran, ömtåligt som gipsen eller dyrbart som bronsen, slutligen fann han att starkeldsbränningen av eldfast lera skapade stora möjligheter för ett nytt råmaterial. I Paris sammanträffade han med Gabriel Bernadou som i sina försök med ett nytt material arbetade med grès som var en variant av stengods. Efter utlandsåren lät Wissler 1909 i Mariefred uppföra efter egna ritningar bostaden Solklinten med ateljé och Sveriges första keramikugn för starkeldsgods. Där utförde keramiska arbeten i starkeldsgods med halvmatta, kristalliserade och rinnande glasyrer i fransk maner, så kallad "Wisslerkeramik". Hustrun Bess Wissler (1866–1952) arbetade tillsammans med maken i keramikverkstaden. Han genomförde en större utställning i Borås 1913 och var representerad vid Baltiska utställningen i Malmö 1914. Han medverkade i Svenska konstnärernas förenings utställningar i Stockholm 1905–1909, den svenska konstutställningen på Charlottenborg 1916, utställningen Svensk konst som visades på Valand-Chalmers i Göteborg 1923, den svenska konstutställningen i Wien 1927, Östgöta konstförenings utställning i Motala 1937 och Sveriges allmänna konstförenings salong i Stockholm 1939. För Järntorget i Eskilstuna ritade han i en utsmyckningstävling ett förslaget Valand  som segrade men verket kom senare ej till utförande. Bland senare arbeten märks byst av textilfabrikören Sven Erikson med sockelfiguren Väverska, huggen i granit (i Borås, avtäckt 1913) och staty av scouten Folke Brandel (brons, samma år). Framför lasarettet i Karlskrona finns hans verk Barmhärtigheten och i Mariefred fontänen Vattenlek´till hans större arbeten räknas kolossalbysten av Louis De Geer vid Bjärga utanför Linköping. I samband med att en gravvård skulle anläggas över svärföräldrarna utförde han två porträttbyster som återfinns på deras gravvård i Borås. Wissler är representerad på Nationalmuseum i Stockholm, Kulturen i Lund, Kalmar konstmuseum och Trelleborgs museum.   708